# زیاد الحریری
زیاد الحریری یک فرد نظامی اهل سوریه بود. وی رئیس ستاد ارتش سوریه از ۸ مارس ۱۹۶۳ تا ۸ ژوئیه ۱۹۶۳ و وزیر دفاع سوریه از ۲ مه ۱۹۶۳ تا ۸ ژوئیه ۱۹۶۳ بود.